# Sleepdood

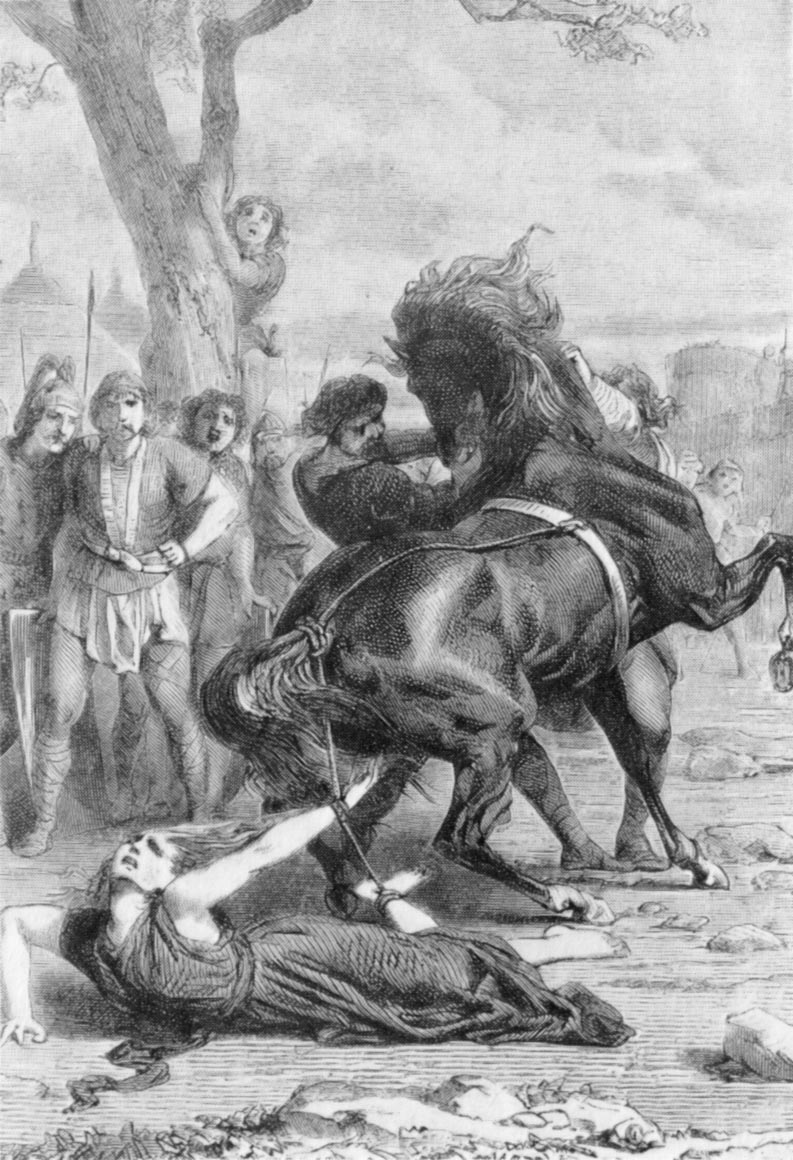
De Austrasische koningin Brunhilde (534-613) wordt op deze ets door een paard voortgesleept. Volgens de meeste bronnen werd ze evenwel niet door een sleepmoord om het leven gebracht.

Een sleepdood is een dood veroorzaakt door iemand achter (of onder) een bewegend voertuig of dier te slepen, hetzij per ongeluk of als een doelbewuste moord. In het geval van moord, wordt ook de term sleepmoord gebruikt. Een berucht voorbeeld van een sleepmoord is die op de Afro-Amerikaanse James Byrd Jr., die werd doodgesleept door drie blanke supremacisten in Jasper, Texas in 1998. De moord verwierf wereldwijd grote bekendheid als een haatmisdrijf.

## Lijst van slachtoffers van een sleepdood
- Antonio Curcoa (1792)
- James Byrd Jr. (1998)
- João Hélio (2007)
- Brandon McClelland (2008)
- Mido Macia (2013)
- Andrew Harper (2019)